# Трубкозуб
Трубкозу́б, или африканский трубкозуб, или капский трубкозуб, или земляная свинья (лат. Orycteropus afer), — вид млекопитающих, единственный современный представитель отряда трубкозубых (Tubulidentata).
Первоначально трубкозуб из-за ряда бросающихся в глаза особенностей строения был отнесён к тому же семейству, что и южноамериканские муравьеды, однако поверхностное сходство с ними оказалось результатом конвергентной эволюции — приспособления к питанию термитами и муравьями. Эволюционное происхождение отряда трубкозубых остается неясным; вероятно, он близок к сиренам, даманам и хоботным. Старейшие ископаемые остатки трубкозубых, найденные в Кении, датируют ранним миоценом. В конце миоцена и начале плейстоцена представители отряда, схожие с современным видом, проживали в Южной Европе и Западной Азии, а также на Мадагаскаре (Plesiorycteropus).
К началу XXI века трубкозубы сохранились только в Африке, где распространены повсеместно к югу от Сахары, за исключением джунглей Центральной Африки. Популяции в долине Нила и в горном массиве Тассили (Алжир) вымерли.

## Название
Научное название вида происходит от Orycteropus, греч. «роющие конечности», и afer, производного от «Африка». Голландские колонисты дали трубкозубу название «аард-варк», что значит «земляной поросёнок» (это же название перешло и в английский язык), за внешнее сходство со свиньёй и рытьё нор. Африканские племена долгое время именовали трубкозуба «абу-делаф» — «отец когтей», из-за его массивных прямых когтей, которыми он роет землю и отбивается от хищников. Трубкозуб прекрасно роет норы, его считают одним из лучших «землекопов» в природе.

## Внешний вид
Трубкозуб — млекопитающее среднего размера, внешне напоминающее безволосого муравьеда или свинью с удлинённой мордой, заячьими ушами и сильным мускулистым хвостом, похожим на хвост кенгуру.
Своё русское название трубкозуб получил из-за своеобразного строения коренных зубов, которые состоят из сросшихся дентиновых трубочек, лишены эмали и корней и постоянно растут. У новорождённых трубкозубов имеются клыки и резцы, но у взрослых остаются только 2 предкоренных и 3 коренных зуба в каждой половине челюсти (всего 20 зубов). Остальные зубы отсутствуют. Обонятельный отдел черепа сильно увеличен; обоняние является самым сильным чувством. Внутри рыла трубкозуба находится своеобразный лабиринт из 9—10 тонких костей, что нехарактерно для других млекопитающих.
Длина тела взрослого трубкозуба — 100—158 см, хвоста — 44—71 см, высота в плечах — 60—65 см. Весит он до 100 кг, чаще 50—70 кг. Самки немного мельче самцов, с белым кончиком хвоста (очевидно, это позволяет детёнышам в темноте следовать за матерью). Кожа толстая, покрыта редкими, щетинистыми волосами защитного, желтоватого или буроватого, цвета. На конечностях волосы обычно темнее, чем на туловище. Морда и хвост беловатые или розоватые. Морда вытянута в длинную трубку, на конце имеется хрящевой «пятачок» с круглыми ноздрями. Язык длинный, клейкий. На морде много жёстких, длинных вибрисс; возле ноздрей расположены чувствительные участки. Уши трубковидные, длиной 15—21 см. Глаза маленькие; как и многие ночные животные, трубкозуб не различает цветов. Конечности мощные, приспособленные к рытью и разрушению термитников; передние с 4 пальцами, задние — пятипалые. Трубкозуб пальцеходящий, но во время рытья опускает задние лапы на всю стопу для устойчивости. Все пальцы, особенно на передних лапах, вооружены сильными когтями, которые отчасти напоминают копыта. У самок две пары сосков, брюшная и паховая; матка двойная (Uterus duplex), как у грызунов.
Выделяют порядка 15—18 подвидов трубкозубов, из которых большая часть, однако, представлена единичными пойманными экземплярами. Наиболее известны Orycteropus afer aethiopicus (Sundevall, 1843), Orycteropus afer senegalensis (Lesson, 1840) и Orycteropus afer afer (Pallas, 1766).

## Образ жизни и питание
Трубкозуб обитает в самых разных ландшафтах, избегая только густых дождевых лесов Экваториальной Африки, болотистых местностей, а также участков каменистых почв, где трудно копать. В горах не встречается выше 2000 м. Предпочитает саванны. Трубкозубы зачастую населяют территории, затапливаемые в сезон дождей, поскольку там рыхлый грунт максимально подходит для рытья. Основным фактором, ограничивающим численность и распространение вида, является, видимо, наличие муравьёв и термитов — основной пищи трубкозуба.
Это скрытное, малозаметное животное активно только ночью. Изредка трубкозуба можно увидеть, когда он греется на солнце у норы. Даже в твёрдом, сухом грунте он быстро роет норы своими сильными передними лапами; в мягком выкапывает ямы быстрее, чем несколько человек с лопатами. Способен легко проламывать прочные стенки термитников. Яму глубиной 1 м выкапывает менее чем за 5 минут. Обычная нора трубкозуба имеет вид хода 2—3 м длиной; гнездовая глубже и длиннее, до 13 м, с несколькими выходами; заканчивается просторной камерой. Подстилки в норе нет. Вход диаметром 50—60 см представляет собой самое узкое место норы; снаружи он часто замаскирован кустами или высокой травой. Иногда трубкозубы занимают и старые термитники; кроме постоянных имеют также временные норы, в которых могут отдыхать днём. Норы трубкозубов служат пристанищем для многих животных, в том числе гиен, шакалов, капских даманов, дикобразов, генетт и мангустов, а также рептилий, птиц и летучих мышей. В некоторых районах распространённость бородавочников прямо связана с доступностью пустующих нор трубкозуба. Трубкозуб — одиночное и, видимо, территориальное животное. Кормовая территория занимает 2—4,7 км². Только в богатых кормами местах трубкозубы могут селиться целыми колониями с сообщающимися норами. Самок может сопровождать подросший молодняк предыдущего года рождения.
На поиски корма этот зверь отправляется только через 1—2 часа после захода солнца. Свою кормовую территорию он обходит по постоянным тропам, посещая термитники и муравейники с интервалом примерно 1 раз в неделю. Движется зигзагами, опустив морду к земле и громко принюхиваясь. За ночь трубкозуб таким образом проходит 8—12 км (максимум — 30 км), отыскивая «дорожки» термитов и муравьёв, по которым приходит к гнёздам насекомых, пробивает в них когтями дыру диаметром 30—40 см и кормится. Поедает также «колонны» насекомых, покидающих свои жилища в поисках пищи. Язык трубкозуба, как и у муравьеда, длинный — он может высовываться изо рта на 20—30 см, покрыт клейкой слюной и очень подвижный. За одну ночь трубкозуб способен съесть до 50 000 термитов. Толстая кожа защищает его от укусов насекомых; он способен улечься спать прямо в свежеразрытом муравейнике.
За трубкозубами часто следуют земляные волки, которые поедают термитов из разрытых трубкозубами термитников. Сами по себе эти звери недостаточно сильны, чтобы вскрыть прочные стенки термитников.
Термитов трубкозуб поедает, главным образом, во влажный сезон, муравьёв — в сухой. Употребляемые им в пищу термиты преимущественно относятся к родам Trinervitermes, Cubitermes и Macrotermes (саванны) и Macrotermes и Hodotermes (дождевые леса); также поедаются термиты родов Odontotermes, Microtermes и Pseudocanthotermes. Муравьи — родов Anoplepis, Camponotus, Crematogaster, Dorylus и Typhlophone. В желудке одного экземпляра, пойманного в Ботсване, были найдены два жирных хомячка (Steatomys pratensis), но этот случай рассматривается как нетипичный. Трубкозуб поедает также личинки жуков, саранчу и других прямокрылых, по некоторым сведениям — грибы, плоды и ягоды. Трубкозуб — видимо, единственное животное, участвующее в распространении семян огурца вида Cucumis humifructus, чьи спелые плоды он в поисках влаги выкапывает из земли в сухой сезон (с глубины ок. 30 см).
В неволе трубкозубов кормят мясом, яйцами, молоком и кашами с витаминными и минеральными добавками.
Трубкозуб довольно медлителен и неуклюж. При малейшем подозрительном шорохе он прячется в нору или закапывается. Застигнутый врасплох, обороняется мощными передними лапами либо падает на спину и защищается всеми лапами и мускулистым хвостом. Хорошо плавает. Его природные враги — лев, леопард, гепард, гиеновидные собаки и питоны (Python sebae), более мелкие хищники справиться с трубкозубом не могут. Главными врагами трубкозубов являются пятнистые гиены и люди. Гиены и питоны, как правило, охотятся на молодняк.
Как правило, трубкозубы молчаливы, только при сильном испуге издают подобие мычащего крика. Обычными издаваемыми ими звуками являются шумное сопение и похрюкивание.

### Размножение
Трубкозубы предположительно полигамны. Беременность длится около 7 месяцев и заканчивается рождением одного, редко двух детёнышей. Большинство родов в условиях неволи приходятся на февраль, март и июнь; в природе пики размножения варьируют в зависимости от района обитания — так, в Центральной Африке он приходится на октябрь—ноябрь, в Южной Африке — на май—июль. Новорождённые весят от 1,8 до 2 кг при длине 55 см, имеют развитые когти. До 2 недель они не покидают норы, позднее сопровождают мать на ночной кормёжке. В возрасте 14 недель начинают поедать муравьёв; молочное вскармливание продолжается до 16 недель. В возрасте 6 месяцев молодые трубкозубы уже роют собственные норы, но с матерью остаются обычно до следующего брачного сезона. Размеров взрослого животного достигают к 12 месяцам. Половая зрелость наступает в 2 года. В природе могут дожить до 18 лет, в неволе — до 24 лет; из 58 детёнышей, родившихся в зоопарках с 1962 по 1980 год, 63 % умерли в раннем возрасте.

## Статус популяции
Несмотря на то, что на трубкозубов иногда охотятся ради мяса, вкусом напоминающего свинину, прочной шкуры и зубов, этот вид не относится к числу охраняемых. Его численность точно неизвестна, но, предположительно, постепенно снижается. В некоторых районах (особенно сельскохозяйственных) он почти полностью истреблён. Трубкозуб приносит определённую пользу, контролируя популяции термитов, наносящих вред посевам. Однако норы трубкозубов часто портят сельскохозяйственные угодья. С 1 июля 1975 года трубкозуб внесён в Приложение II к CITES.
В настоящее время трубкозуб встречается в следующих странах: Ангола, Ботсвана, Буркина-Фасо, Бурунди, Гамбия, Гана, Гвинея-Бисау, Демократическая Республика Конго, Джибути, Замбия, Зимбабве, Камерун, Кения, Малави, Мали, Мозамбик, Намибия, Нигер, Нигерия, Руанда, Сенегал, Сомали, Судан, Сьерра-Леоне, Танзания, Уганда, Чад, Эритрея, Эфиопия, ЮАР.

## Трубкозуб в культуре
- Древнеегипетский бог пустыни и разрушения Сет иногда изображался с головой трубкозуба.
- Самолёт F-111 с 1996 года имеет неофициальное наименование «Трубкозуб» (англ. Aardvark).
- В 2016 году флаг с изображением трубкозуба стал символом спектакля московского Театра.doc «Неявные воздействия» (реж. Всеволод Лисовский)[5].
- В 2017 году операционная система Linux Ubuntu версии 17.10 «Artful Aardvark» получила название в честь трубкозуба — «Хитрый Трубкозуб».
- Очень крупный объект рассеянного диска (229762) Гкъкунлъ’хомдима назван в честь прекрасной девушки-трубкозуба из мифологии народности жуцъоан.
- Трубкозуб является главным антагонистом в мультсериале «Муравей и Трубкозуб», снятом киностудией United Artists и выходившем в эфир телеканала NBC с 1969 по 1971 год.
- Главный герой серии комиксов Cerebus the aardvark Цереб является трубкозубом.
- Главный герой детского мультсериала «Артур» является трубкозубом.
- Трубкозубы появляются в серии мультфильмов «Ледниковый период».
- Главный  антагонист  канадского мультсериала « Еноты» Сирил Снир, его сын Седрик и подруга Седрика, София Туту являются трубкозубами.

## Трубкозуб и человек
Африканские племена и белые колонисты убивали трубкозубов по разным причинам. Эти звери рыли глубокие норы, о которые довольно часто спотыкались лошади голландских и британских поселенцев, получавших из-за этого травмы и увечья. Именно поэтому колонисты стали убивать трубкозубов, есть их мясо и делать из их кожи ремни и сбрую. Коренные же африканцы охотились на трубкозубов ради кожаных браслетов и амулетов-когтей, якобы приносивших удачу и счастье.